# Комитат (Древний Рим)
Комитаты, комитатенсы (лат. Comitatensis, мн. число Comitatenses, производное от лат. comitatus "свита", группа") — в I-II веках под comitatus понималась свита римских императоров, состоящая из его друзей и советников. К IV веку под "комитатом" всё также понимается императорская свита, а термином comitatenses обозначаются исключительно пехотные контингенты императорской гвардии (не путать с преторианской гвардией).

## Комитаты и комитатенсы
Comitatenses были созданы из пехотных легионных отрядов приблизительно в период правления Константина I (306—337 гг.). Термины comitatus и comitatenses не являются синонимами, хотя и созвучны, обозначают в поздней римской военной системе две принципиально разные структуры.
Не существует каких либо свидетельств того, что при императоре Диоклетиане римская армия была разделена на полевую и пограничную. До начала IV века термином comitatus обозначалось привилегированное окружение императора. Так, в I—II вв. comitatus principis представлял собой ближайшее окружение принцепса, которое образовывали его друзья и советники (comites Augusti). На данный момент в военной исторической науке пересматривается смысл строгого разделения поздней римской армии на действующую (комитат) и так называемую гарнизонную (лимитан). Comitatenses впервые упоминается как особый контингент легионеров в указе Константина от 325 г. В этом же документе обозначено три категории военнослужащих: 1) comitatenses, 2) ripenses, 3) alares и cohortales. Другим наиболее достоверным источником о военных структурах IV века является Аммиан Марцеллин, делящий римскую армию на две категории: тех, кто «следует за комитатом»", и на тех, кто «следует за знаменами». Данное указание историка позволяет понять, кем являлись комитатенсы в его время. Комитатенсы следуют за комитатом, при этом неясно, имеется ли в виду двор императора или комитат, как целое военное подразделение. Ещё одно важное замечание Аммиана носит принципиальный характер и позволяет судить о том, что же представлял собой комитат. После победы в битве при Аргентарии римские войска переправились через Рейн и приняли бой с германцами в труднопроходимой местности. Аммиан сообщаяет, что в этом сражении пало много римских солдат, в то время как доспехи солдат императорского комитата, «блиставшие золотом и разноцветными красками», погнулись под ударами метательных снарядов противника. Такое противопоставление комитатенсов солдатам остальной армии позволяет сделать недвусмысленный вывод. Комитат никак не является обозначением всей действующей армии как таковой. Comitatenses — это императорские гвардейцы (то есть сами воины-гвардейцы), следующие за comitatus- свитой императора в широком смысле этого слова, в более узком, comitatus — это императорская гвардия как таковая.
Со временем, когда императоры перестали лично участвовать в военных походах и всё чаще поручали руководство кампаниями своим военачальникам, комитатансы практически исчезли из действующей армии и всё чаще вместо них использовалась другая полевая гвардия (палатины), не привязанная исключительно к личности правителя. Уже к началу V века термин «комитатенсы» стал почётным титулом, которым награждались отличившиеся легионные подразделения, не относящиеся к гвардии. Такое понимание комитатенсов сохранится вплоть до падения Западной Римской империи.
В мирное время эти войска были рассредоточены на всей протяженности границы. Не указывая точных мест их нахождения, как в случае с гарнизонами лимитанов, Notitia Dignitatum представляет нам общую идею их размещения в конце IV или начале V в. Они занимали города, укрепления которых, возведенные в период первых варварских нашествий, превращали те в крепости. Несколько наиболее важных пунктов было расположено вблизи границы и придавало её обороне ту глубину, которую лимитаны и рипарианы не могли обеспечить собственными силами. Префекты претория, ответственные за сбор анноны, снабжали продовольствием комитат и прочую армию согласно предписаниям, которые достаточно подробно излагает Кодекс Феодосия.
Составной частью «мобильной армии» принято считать milites palatini (дворцовые войска). Самое раннее упоминание в Кодексе Феодосия об этой категории солдат относится к 365 г., однако большинство исследователей считает, что palatini как наиболее привилегированная часть полевой армии, совершенно не связанная с функцией охраны дворца, появились значительно раньше. П. Саутерн и К. Р. Диксон находят, что одной мобильной армии, сосредоточенной непосредственно при императоре, было недостаточно для поддержания спокойствия на всех границах империи; поэтому в наиболее неспокойных диоцезах (Галлия, Иллирик, Фракия, Восток) были созданы так называемые региональные полевые армии, подчинявшиеся командующим в звании magister equitum или comes rei militaris. При этом из единой полевой армии были выделены лучшие отборные отряды, которые образовали «центральную полевую армию», находившуюся под непосредственным командованием самого императора. В дальнейшем, чтобы отличить comitatenses императорской армии от comitatenses региональных армий, первым был присвоен титул palatini. По мнению В. И. Холмогорова, такое разделение могло произойти при Константине или даже Диоклетиане.

## Список подразделений комитатов
Согласно Notitia Dignitatum, комитатами являлись следующие подразделения:
Под руководством Magister Peditum
1. Undecimani;
2. Secundani Italiciani (Legio II Italica, Africa);
3. Tertiani Italica (Legio III Italica, Illyricum);
4. Tertia Herculea, Illyricum;
5. Legio II Britannica, Gallias;
6. Legio III Iulia Alpina, Italia;
7. Legio I Flavia Pacis, Africa;
8. Legio II Flavia Virtutis, Africa;
9. Legio III Flavia Salutis, Africa;
10. Legio II Flavia Constantia, Africa Tingitania;
11. Tertioaugustani (Legio III Augusta);

Под руководством Magister Militum per Orientem
1. Quinta Macedonica (Legio V Macedonica);
2. Septima Gemina (Legio VII Gemina);
3. Decima Gemina (Legio X Gemina);
4. Legio I Flavia Constantia;
5. Legio II Flavia Constantia Thebaeorum;
6. Secunda Felix Valentis Thebaeorum;
7. Prima Flavia Theodosiana;

Под руководством Magister Militum per Thracias
1. Legio I Maximiana Thebaeorum;
2. Legio III Diocletiana Thebaeorum;
3. Tertiodecimani (Legio XIII Gemina?);
4. Quartodecimani (Legio XIV Gemina Martia Victrix?);
5. Prima Flavia Gemina;
6. Secunda Flavia Gemina.

## Примечание
1. 1 2  Банников А.В., Римская армия в IV столетии (от Константина до Феодосия) / — СПб.: Филологический факультет СПбГУ; Нестор-История, 2011. с.29
2. ↑  Банников А. В., Римская армия в IV столетии (от Константина до Феодосия) / — СПб.: Филологический факультет СПбГУ; Нестор-История, 2011. с.27-30
3. ↑  CTh, VII, 20, 4 рг.
4. ↑  Amm., XXI, 12, 2
5. ↑  (Amm., XXXI, 10,14)
6. ↑  Банников А. В., Римская армия в IV столетии (от Константина до Феодосия) / — СПб.: Филологический факультет СПбГУ; Нестор-История, 2011. с.24-29
7. ↑  VII, De re militari
8. ↑  CTh, VIII, 1, 10
9. ↑  Southern P.,Dixon K. R. The Late Roman Army. London: B. T. BastfordLtd, 1996. P. 19\Jones A. H. M The Later Roman Empire. P. 608.
10. ↑  Холмогоров В. И. Диоклетиано-константиновская военная реформа. Гл. V. С. 41.

## Полезные ссылки
- Военная реформа Константина: Полевая армия (comitatenses) (Ван Берхем Д.)
- Римская Слава Античное военное искусство
- Р.Канья. Legio
- Флавий Вегеций Ренат. Краткое изложение военного дела